# Asplenium poloense
Asplenium poloense är en svartbräkenväxtart som beskrevs av Eduard Rosenstock. Asplenium poloense ingår i släktet Asplenium och familjen Aspleniaceae. Inga underarter finns listade.